# Amphisbaena schmidti
Amphisbaena schmidti е вид влечуго от семейство Amphisbaenidae. Видът е почти застрашен от изчезване.

## Разпространение
Разпространен е в Пуерто Рико.

## Описание
Популацията на вида е намаляваща.